# Curitiba-Tempel

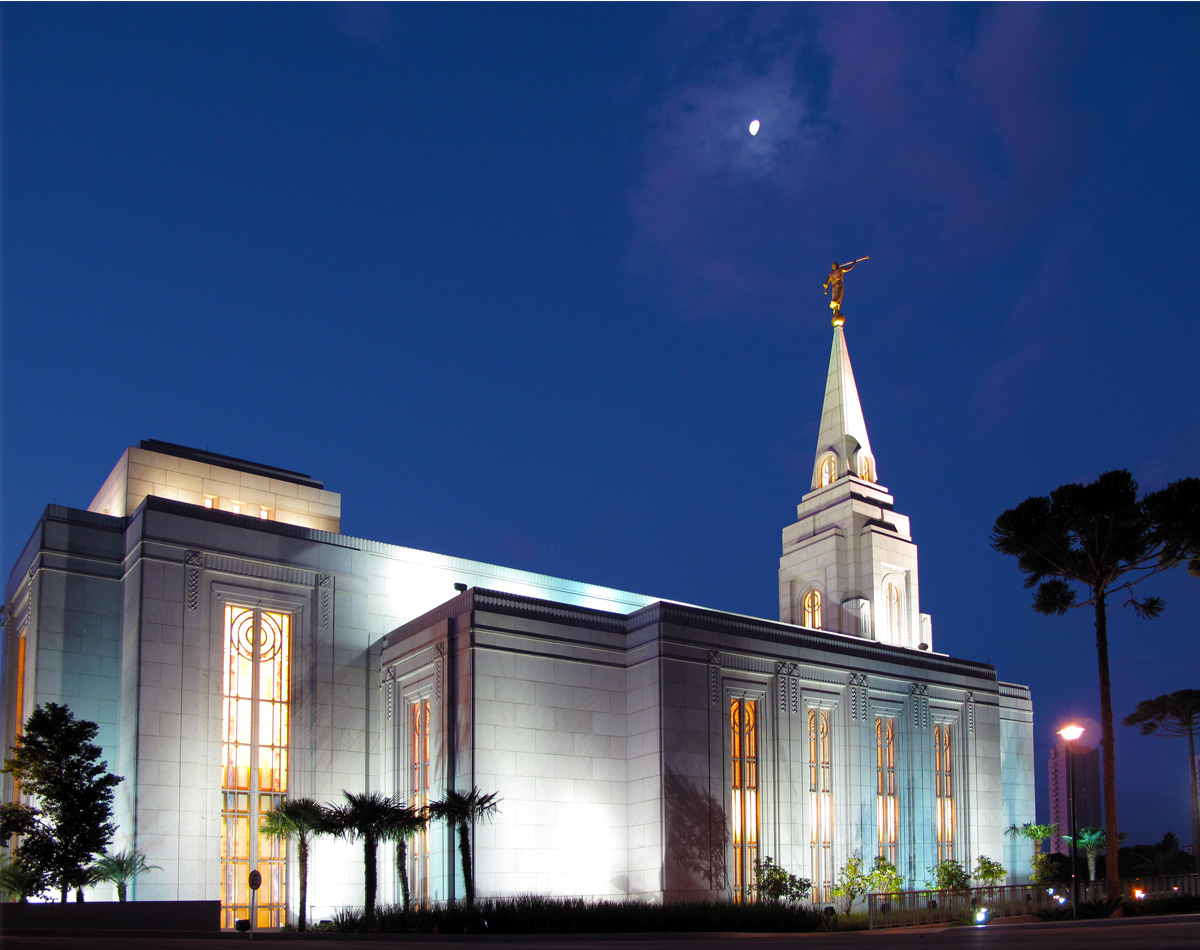
Curitiba-Tempel

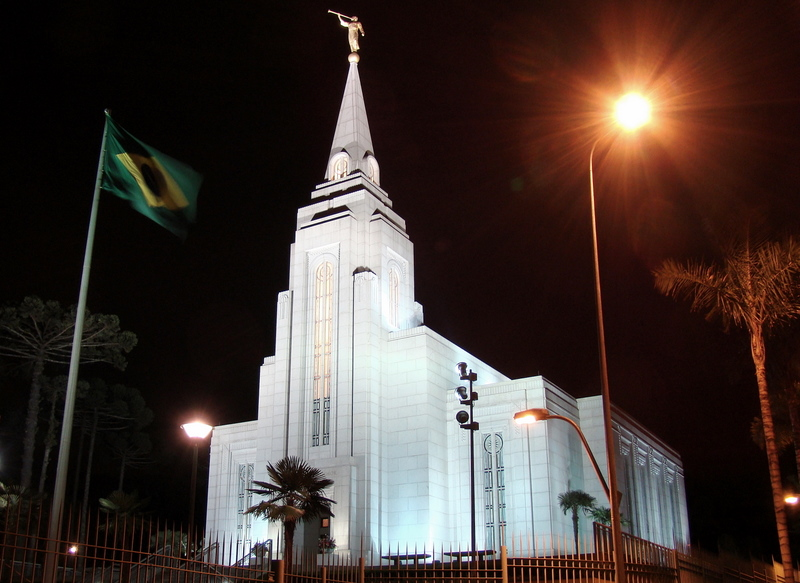
Curitiba-Tempel

Der Curitiba-Tempel ist der 126. Tempel der Kirche Jesu Christi der Heiligen der Letzten Tage, der 5. in Brasilien und der größte im Süden Brasiliens. Er befindet sich im Bezirk Campo Comprido in Curitiba. Er ist mit weißem Granit verkleidet und trägt einen Engel Moroni auf der Turmspitze. Er hat eine Fläche von 2590 Quadratmetern mit zwei Endowmenträumen und zwei Siegelungsräumen.
Der Tempel wird von 21 „Pfählen“ (mit Diözesen der katholischen Kirche vergleichbare Gemeindezusammenschlüsse) der Heiligen der Letzten Tage in den Bundesstaaten Paraná und Santa Catarina genutzt.
Der Bau wurde am 23. August 2002 angekündigt und am 10. März 2005 begonnen. Er wurde am 1. Juni 2008 durch Thomas S. Monson geweiht.